# Villa Santa Lucia
Villa Santa Lucia è un comune italiano di 2 446 abitanti della provincia di Frosinone situato nel Lazio meridionale, ai piedi di Monte Cairo, sul versante ovest di Montecassino.

## Geografia fisica

### Territorio
Il territorio comunale è geograficamente eterogeneo, con la parte più settentrionale a carattere montuoso che arriva a superare gli 800 m s.l.m., per poi digradare rapidamente nella sua parte meridionale nella valle Latina.

### Clima
Classificazione climatica: zona D, 1726 GR/G

## Storia
Reperti attestanti la presenza di un sito abitato risalenti dell'età del ferro sono stati scoperti in località Santa Scolastica nel 1973, confermati dai successivi ritrovamenti del 1984.  Altri reperti di epoca romana sono stati rinvenuti nelle frazioni dei Pittoni e Piumarola.
Chiamata anticamente Villa di Piedimonte (Villa Pedemontis), se ne hanno tracce documentali a partire dal 1052, quando è registrata come facente parte del territorio di Aquino; in seguito passò a quello di Montecassino. Il territorio è ricco di testimonianze dell'età del monachesimo abbaziale.
Il 24 maggio del 1944, durante la seconda guerra mondiale, in conseguenza dell'Operazione Diadem che aveva permesso di sfondare la Linea Gustav creata dalle truppe tedesche di occupazione,  le truppe polacche entrarono a Villa Santa Lucia, trovandola completamente distrutta. 

## Monumenti e luoghi d'interesse

### Architetture religiose
- Chiesa del Colloquio S.ta Scolastica, risalente al VI sec.
- Santuario della Madonna delle Grazie
- Chiesa Parrocchiale di Santa Lucia V. M. (XVIII sec. ma risalente al XVI sec.)

### Architetture militare
- Castello di Piumarola (resti)
- Castello di Sant'Angelo in Fortunula (resti)

### Altro
- Cimitero Napoleonico (tardo XIX sec.)

## Società

### Evoluzione demografica
Abitanti censiti

### Religione
La popolazione professa per la maggior parte la religione cattolica nell'ambito della diocesi di Sora-Cassino-Aquino-Pontecorvo.

## Economia
L'amministrazione comunale è tra i soci del Gruppo di azione locale GalVerla, che ha tra i propri obiettivi lo sviluppo dei territori rurali nei settori dell'agricoltura, artigianato, ambiente, turismo, servizi.
Di seguito la tabella storica elaborata dall'Istat a tema Unità locali, intesa come numero di imprese attive, ed addetti, intesi come numero di addetti delle imprese locali attive (valori medi annui).
|                   | 2015                  |                              |                            |                |                       |                     | 2014                  |                | 2013                  |                |
| ----------------- | --------------------- | ---------------------------- | -------------------------- | -------------- | --------------------- | ------------------- | --------------------- | -------------- | --------------------- | -------------- |
|                   | Numero imprese attive | % Provinciale Imprese attive | % Regionale Imprese attive | Numero addetti | % Provinciale Addetti | % Regionale Addetti | Numero imprese attive | Numero addetti | Numero imprese attive | Numero addetti |
| Villa Santa Lucia | 97                    | 0,29%                        | 0,02%                      | 773            | 0,73%                 | 0,05%               | 105                   | 817            | 116                   | 836            |
| Frosinone         | 33.605                |                              | 7,38%                      | 106.578        |                       | 6,92%               | 34.015                | 107.546        | 35.081                | 111.529        |
| Lazio             | 455.591               |                              |                            | 1.539.359      |                       |                     | 457.686               | 1.510.459      | 464.094               | 1.525.471      |

Nel 2015 le 97 imprese operanti nel territorio comunale, che rappresentavano lo 0,29% del totale provinciale (33.605 imprese attive), hanno occupato 773 addetti, lo 0,73% del dato provinciale; in media, ogni impresa nel 2015 ha occupato poco meno di otto addetti (7,97).
Nel suo territorio viene coltivato il peperone di Pontecorvo, che ha ricevuto il riconoscimento della DOP 

## Infrastrutture e trasporti

### Ferrovie
Villa Santa Lucia è servita dalla stazione di Piedimonte-Villa Santa Lucia-Aquino a circa 4.8 km.

## Amministrazione
Ricompresa dal 1860 nella provincia di Terra di Lavoro, una provincia del Regno d'Italia, con capoluogo Caserta, nel 1927, a seguito del riordino delle circoscrizioni provinciali voluto dal governo fascista, Villa Santa Lucia passò dalla provincia di Terra di Lavoro a quella istituenda di Frosinone, e quindi dalla Campania al Lazio..

### Altre informazioni amministrative
- L'amministrazione comunale partecipa all'Unione di comuni denominata Unione Cinque Città.[13]
- Fa parte della Comunità montana Valle del Liri.
- Fa parte dell'associazione Ser.A.F. : Servizi Associati dei Comuni del Frusinate , che ha lo scopo di migliorare i servizi forniti dalle amministrazioni associate. [14]
- Fa parte del Co.S.I.La.M. : Consorzio per lo Sviluppo industriale del Lazio Meridionale , un ente di diritto pubblico ed economico con finalità di sviluppo industriale.[15][16]